# アライド・アイリッシュ銀行
アライド・アイリッシュ銀行またはアライド・アイリッシュ・バンク（ス）（Allied Irish Banks plc、Euronext: A5G 、LSE: AIBG）は、アイルランドを中心とした市中銀行。AIBはアイルランドの四大市中銀行と言われる。アングロ・アイリッシュ・バンク（同じくAIB）とは関係がない。

## 事業・業務
この銀行はアイルランド最大の支店ネットワークを持ち、それに対抗しうるのはアイルランド銀行のみである。ローン、クレジットカード、抵当といった個人の銀行業務のすべてを受け持ち、生命保険と年金も子会社のArk Life Assuranceを通して行なう。
法人組織への銀行業務も同様に行なう。
AIB Capital Marketsは国際銀行業務とtreasury operationsを行なう部門である。子会社のGoodbody Stockbrokersを通して株式仲介
国際的に、AIBは（Allied Irish Bank (GB)として）イギリスと（BZ-WBKとして）ポーランドで業務を行なっている。そして、アメリカ合衆国のM&Tバンクへ22.5%の出資をしている。
AIBはデビットカードのシステム、Laserに対応している。

## 名前
Allied Irish Banksは日常的に内部及び外部からAIBと略して呼ばれ、また"Allied Irish Bank"と間違って呼ばれる。しかしながら、北アイルランドではFirst Trust Bank、グレートブリテン島では"Allied Irish Bank (GB)"と呼ばれ、この場合にのみ単数形が日常的に使われている。
はじめに、この銀行は以前の構成企業の名の下で、円が中央でAによって3つに分けられた、AIBの新たなロゴで経営されていた。
1970年からそれらは"Allied Irish Banks"に置き換えられた。1990年、AIBは（以前のロゴがメルセデス・ベンツに酷似しているという指摘があった）新しいロゴを発表した。それ以降、略して"AIB"と呼ばれることを銀行が好んだが、正式名称は"Allied Irish Banks plc"のままである。

## 歴史
アライド・アイリッシュ・バンクは1966年にアイルランドの3つの古い銀行が合併して出来上がった。Provincial Bankは1825年創立、アイルランドにおける銀行の支店業務の草分けとなった。Royal Bankはその11年後に創立、商業との結びつきが有力だった。Munster & Leinsterは1885年に創立し、3つの銀行の中で最大の支店ネットワークを持った。
アイルランドの銀行の分裂状態を打ち勝つには合併が得策であった。1960年代中頃のアイルランドは急速に変わっていき、銀行は合併により台頭する国際企業の時代での位置を強くした。
数十年間を通してAIBは次第に国際組織になっていった。1970年代には支店ネットワークが英国にでき、その後1980年代には米国で投資をした。
1983年、AIBは初めに米国のMaryland Bancorpに投資した。1997年7月First Maryland Bancorpを合併させる事でDauphin Deposit Corporationを手にいれて、1999年にAllfirstを創立した。
2003年4月、AIBの米国子会社AllfirstとM&T Bank Corporationの合併の取引が成立した。AIBは現在ニューヨーク州バッファローに本社をおくM&Tへ22.5%の出資をしている。
1991年7月、AIBグループは北アイルランドのTSBを吸収合併してFirst Trust Bankが誕生した。
AIBは、1995年から1996年にかけて、ポーランドの新興経済で、WBKの持ち株を徐々に増やし60.1%の大多数にする投資を行なった。1999年6月AIBはBank Zachodni SAの持ち株を80%得ることでポーランドの国家財産省と合意をした。2001年6月、AIBは2つの銀行の吸収合併を完了しBank Zachodni WBKを作った。その合弁銀行は資産サイズと重要な製品市場シェアの点でポーランドの主要な銀行である。
創立から三十年以上が経ち、AIBはダイナミックで成功した団体である。1966年、AIBの総資産は3億2380万ユーロだった - 2004年12月31日現在、AIBグループは1020億ユーロを持つ。
- 1825: Provincial Bank創業、アイルランドで株式組織支店銀行制の草分けとなり、ロンドンに支店を開いた。
- 1836: Royal Bank of Ireland (RBI)創業。
- 1837: RBIがShaw’s Bankを合併。
- 1864: The Munster Bank創立。
- 1867: The Munster BankがUnion Bank of Irelandの経営不振のいくつかの支店を購入。
- 1870: The Munster Bankが長く確立していたDavid La Touche & Sonの個人銀行を得る。
- 1885: The Munster Bankが経営ミスと不正行為で破産。Munster and Leinster Bankが開始され3つの銀行のうち最も大規模な支店ネットワークを持つようになった。
- 1923: The Royal Bank of Irelandはアイルランド自由国の事業Belfast Banking Companyを購入。
- 1966: Provincial、Royal、Munster Leinsterが合併してAllied Irish Banksとなる。
- 1977: ニューヨークに支店を構える。非営利部門の周りに多くの銀行業務を構築。
- 1983: First Maryland Bancorpに投資。
- 1990: 新しいロゴマークを導入、小口金融部門での名前は"Allied Irish Banks"から"AIB Bank"に短縮された。以後 通常"AIB"と呼ぶが、グレートブリテン島では"Allied Irish Bank"の商標が再導入された。
- 1991: 北アイルランドの同業者、TSB Northern Irelandを吸収してFirst Trust Bankを作る。
- 1995: Wielkopolski Bank Kredytowy (WBK)へ16.3%の出資をする。
- 1996: 国からさらに20%のWBK株を得、Laserに参加する。
- 1997: 米国のDauphin Deposit Corporationを得る。欧州復興開発銀行によって60%の株を得てWBKの経営権を得る。
- 1999: ポーランド国家財産省との合意でBank Zachodniの80%を持ち株にする。AIBに24.9%のシェアを得る権利を与えるKeppel TatLee銀行との協定を調印。
- 2000: Wielkopolski Bank KredytowyとBank Zachodniが合併してBank Zachodni WBKとなる。
- 2001: Keppel TatLee銀行の利権を売る。
- 2003: Allfirst (John Rusnak参照)をM&T Bank Corporationへ譲渡。AIBは現在22.5%のニューヨーク州バッファローに本社のあるM&Tの株を持つ。米国で代表的なオフィスはシカゴ、フィラデルフィア、アトランタ、サンフランシスコ、ロサンゼルス、ホワイトプレーンズに保有する。

### 2008年の株価暴落
国際的な信用収縮は、AIBに最初の試練、すなわち流動性の劇的な低下をもたらした。AIBは預金残高が不足しているため、流動性を国際金融市場に大きく依存しており、これは同行に深刻な影響を与えた。アイルランド政府は、AIBの債務にトリプルAの格付けを事実上付与する保証に踏み切り、AIBの資金調達アクセスを解放した。
銀行経営陣、金融規制当局、アイルランド政府が認識していない、より深刻な第二の問題は支払能力である。支払い能力に関する問題は、暴落するアイルランドの不動産市場における国内問題に起因している。AIBは、他のアイルランド金融機関と同様、融資ポートフォリオに不動産開発業者への多額の貸付残高を持っていた。これらの不動産開発業者は、総量規制による供給過剰に苦しんでおり、その多くが売れ残り、一方で需要は蒸発している。需要を支えてきた東欧からの大量の移民は、アイルランドの失業率の急上昇により、今や逆転している。アイルランドの不動産開発業者は、都市部のブラウンフィールドやグリーンフィールド、農地など、数十億ユーロの過大評価された土地区画を投機的に所有しており、その平均価格は1エーカーあたり23,600ユーロ（1エーカーあたり32,000米ドル、1ヘクタールあたり60,000ユーロ）で、他のヨーロッパ諸国の同等の土地の価格の数倍も高かった。
AIBは、融資の返済期日が到来した場合、アイルランドでさらに深刻な金融危機を引き起こす組織的リスクを正しく認識している。融資には「コベナンツ」と呼ばれる条件が付されている。AIBは、これらのコベナンツを放棄する銀行としてリストアップされている銀行のひとつではないが、多くの不動産開発業者の（避けられない）倒産を誘発することを恐れて、他のアイルランドの銀行がこれらの金融セーフガードを放棄することを選択した結果、アイルランドの銀行システムに対する信頼は低くなっており、銀行は「一部の開発業者にさらに現金を貸し付けて金利を支払っており、銀行による『不良債権』として分類されていない」と考えられていた。
さらに、AIBの貸借対照表では、減損（貸倒）引当金の計上は限定的であった。2008年上半期の財務報告書では、減損引当金の計上は0.21%にとどまっていた。これは、不動産市場のファンダメンタルズで起きている実際のネガティブな変化とは一致しないようだった。中央銀行は、ウラクタス企業委員会（Oireachtas Enterprise Committee）に対し、銀行破綻で資金を失った株主の運命は彼らの責任であり、銀行頭取を牽制しなかったために自業自得だと述べたが、中央銀行が不動産開発業者への無謀な融資について十分な警告を与えなかったことは認めた。
これとは対照的に、2008年10月7日、ダンスケ銀行は、主にアイルランドの子会社であるナショナル・アイリッシュ・バンクで発生した不動産関連の損失により、多額の償却を行ったのに、国内資本のアイルランドの銀行による評価損計上は、ようやく始まったばかりであった。
AIBの子会社であるグッドボディ株式仲買会社は、当時の親会社の財務状況が悪化していたにもかかわらず、継続的に「買い」推奨を発表し、2008年11月の2008年以降のアイルランドの銀行危機の開始時に、顧客の一任事項を使用してアライド・アイリッシュ・バンクスに資金を投資し、不評を買った。 グッドボディの広報担当者は、AIBの売り推奨を発表したことがあるかと尋ねられた際、「そこまで遡って記録を保管しているかどうかさえわかりません」と答えた。

### 2009年の救済策
2009年2月12日、アイルランド政府はAIBとバンク・オブ・アイルランドのために70億ユーロの救済計画を手配した。銀行の資本価値は4億8,600万ユーロまで下落し、ポーランドのザコドニ銀行（Bank Zachodni）の70％の持ち株よりもむしろ少なかった。
グッドボディ・ストックブローカーズは再建計画の一環として2400万ユーロで売却された。フィナンシャル・タイムズ紙は、アイルランド最古の株式仲買人であり、「アイルランドのプロテスタント系ビジネスエリートのかつての砦」であったグッドボディ・ストックブローカーズにつけられた安値は、アイルランド経済の劇的な衰退のもう一つの指標に過ぎないとコメントした。 AIBは、グッドボディ・ストックブローカーズの新しい所有者に対し、同社の好況時の取引に起因するいかなる法的措置に対しても補償しなければならなかった可能性が高い。

### 2010年国有化
2010年9月30日、アイルランド政府は国民年金準備金を活用してアライド・アイリッシュ銀行に37億ユーロの資本注入を行い、大株主となって同行を事実上国有化する計画を発表した。
AIBは、不動産バブルで発生した不良債権の損失が拡大しているため、追加資本を調達する必要があり、アイルランドのブライアン・レニハン財務相は、同銀行が民間投資家から十分な関心を集めることができないと述べた。取引の一環として、ダン・オコナー会長は銀行を辞めることに同意し、コルム・ドハティ常務取締役は就任13ヶ月で年内に退任すると発表した。
2010年12月、欧州委員会はこの計画を承認し、政府は既存株主の承認を必要とせずに取引を行うことを可能にする緊急法案を可決した。その後、高等法院は2010年12月24日にこの取引を承認し、アイルランド政府が49.9％の株式を取得することを認めた。
その後、高等法院は2010年12月24日にこの取引を承認し、アイルランド政府が49.9%の株式を取得することを認め、ポーランド子会社をバンコ・サンタンデールに売却した後は92.8%に上昇した。
AIBは、アイルランドの「ビッグ6」と呼ばれる金融機関のうち、アングロ・アイリッシュ銀行、アイリッシュ・ネーションワイド・ビルディング・ソサエティ、EBSビルディング・ソサエティに続いて4番目に国有化された。AIBは2011年1月25日にアイルランド証券取引所のメインマーケットから上場廃止、2011年8月26日にニューヨーク証券取引所から上場廃止となった。

### 2011年 AIBが提訴
AIBは2011年1月、Flexcubeの実装に関する契約違反を主張し、インドのOracle Financial Servicesに対して訴訟を起こした。
この訴訟は同年末に和解が成立した。

### 信用事象によるリストラ
米国と欧州の銀行15行で構成されるISDA決定委員会は、2011年6月9日にアライド・アイリッシュ・バンクスに関して再建債権事象が発生したと決定した。
2020年12月、AIBは2023年までに1,500人の雇用を削減する意向を発表し、COVID-19の流行により、従業員の80％が在宅勤務となっていることを指摘した。また、いくつかの支店は合併された。

### 再民営化
2017年にアイルランド証券取引所とロンドン証券取引所に再上場。パスカル・ドノホー前財務大臣は、政府は同行の株式の71％を売却し、売却は2022年1月に開始すると述べた。
2024年6月、最近の株式売却の一環として、政府の保有比率が25%に減少したことが発表された。

## 論争事項

### 2002年ジョン・ルスナックの損失
オールファーストの為替トレーダーだったジョン・ルスナックは、マイケル・バックリーがグループ最高経営責任者（CEO）在任中に約7億米ドルの損失を計上した。2002年2月4日に発覚したアイルランド最大の銀行スキャンダルであり、世界第4位の銀行スキャンダルであった。

### 脱税
2000年にAIBが預金利子保持税の脱税に関して歳入委員会と和解した9000万ユーロは、アイルランド史上最高額の和解金であった。同行の内部監査役トニー・スポレン（Tony Spollen）は、1986年から1991年までの預金利子保持税（DIRT）の潜在的な負債が1億アイルランド・ポンドであることを強調したが、当時のグループ最高経営責任者ジェリー・スカンロン（Gerry Scanlon）は、この推定を「幼稚なもの」と表現して非難した。1999年9月27日に開催されたDIRTに関するウラクタス小委員会の聴聞会では、スカンロンがDIRT問題の規模を知らなかったと聴聞会で語ったことは「異常」であったと結論づけられた。
2006年3月28日、歳入庁は、AIB在職中にファルドー・リミテッドへの投資から生じた利益について、4人の元上級幹部に対し、和解金と罰則金を課した。ファルドーは英領ヴァージン諸島に設立された投資会社で、1989年から1996年の間、AIBの上級幹部とその関係者に代わって資金を保有していた。その後、アライド・アイリッシュ・バンク・インベストメント・マネジャーズが彼らに代わって同社の資金を管理し、当時、ジェリー・スカンランが同行のCEOを務めていた。ファルドールはその後、不適切な取引配分や、AIBインベストメント・マネジャーズ自身の資金から48,000ユーロにのぼる人為的な取引から利益を得た。
引用されたものには以下が含まれる。
- この取り決めが実施されていた当時のAIBグループの最高経営責任者であるジェリー・スキャンロン（ダブリン州グレナジェリー在住）は、税金と罰金を合わせて206,010ユーロを支払った。
- ディアムイド・ムーア（ダブリン州マラハイド、AIIB元企業戦略部長）：税金と罰金51,044ユーロ。
- ロイ・ダグラス（Irish Life & Permanent Plc会長、元AIB、ダブリン郡ハウ ス）；53,245.43ユーロの税金と罰金を確保。
- ウィックロー州デルガニー在住の故パトリック・ダウリング元副最高経営責任者、遺産は13,000ユーロの税金と罰金を支払った。

### FXチャージ超過問題
2004年、同銀行が最長10年間にわたり外国為替取引で過大な手数料を請求していたことが明らかになった。この過大請求は、300万件の外国為替手形の購入取引に影響を及ぼしていた。当初、過大請求の予想額は1,400万ユーロだった。しかし、同行は返金費用として5,000万ユーロを積み立てた。
アイルランド中央銀行は、AIBグループに対する調査報告書を発表し、FX取引や取引配分、その他関連問題に関して、自社の顧客に過大な手数料を課していたことを明らかにした。AIBは約8年間にわたり法律を遵守しておらず、当時、特定の職員と経営陣はこのことを十分に認識していた。
アイルランド中銀は、AIBが消費者にFX手数料を過大に請求していたことを認識していたが、何年もの間、行動を起こさなかった。国会の調査に対して、彼らはそれを知らなかったという「誤った印象」を与えた。中銀に情報を提供した内部告発者は、中銀との面会を求められたが、不正行為の申し立てを撤回するよう招かれただけで、同時に、何の理由も示されないままAIBの職を解かれた。彼の事例がメディアで取り上げられた後、中央銀行は当局が過大請求を警告してから8年後に彼をどのように扱ったかについて公式に謝罪した。
AIBは2006年9月27日、過大請求に起因する返還金と利息に関する最終的な支出は6,500万ユーロに達し、これには顧客を代表して、特定できない慈善団体への2,060万ユーロの寄付が含まれていると発表した。銀行の従業員や役員は処分されなかった。
FXとは別に、アイルランド中央銀行は2004年、匿名の通報を受けて、AIBが顧客に860万ユーロを過大請求していたことを発見した。規制措置は取られなかった。

### 取引の割り当てと関連する問題
1989年から1996年にかけて、当時のAIBの特定の上級幹部および/または関係者の資金は、英領ヴァージン諸島の投資会社ファルドール社を通じて、アライド・アイリッシュ・インベストメント・マネジャーズ社（現AIBIM）によって運用された。
ファルドール は、AIBIM の自己資金から約£38,000（€48,000）に上る人工的な取引に よる不適切な有利な取引配分から利益を得ていた。さらに、1991 年から 1993 年にかけての 8 件の取引に関連する不適切な 取引割当が確認されたが、これは 2 つの専門家向けユニット・トラストのパフォーマ ンスに悪影響を及ぼし、合計で 137,000 ポンド（174,000 ユーロ）に上 り、他の顧客の利益となった。これらはファルドーとは無関係であった。AIB の内部監査部門は 1991 年と 1993 年にいくつかの不適切な取引慣行を指摘し たが、これらの監査でファルドー口座が特定された形跡はない。当時、こうした慣行に関与した個人に対する懲戒処分は行われず、影響を受けた投信には補償金が支払われなかった。この法律違反のエピソードが暴露されたとき、AIIB内部で懲戒手続きが実施され、不利益を被った人々に補償金が支払われた。1994年から2001年6月までAIBのグループ最高経営責任者であったトム・マルケイは、この問題の発覚後、2004年5月28日にエアリンガスの取締役会議長を辞任した。

### チャールズ・ハウヘイとモリアーティ法廷
2006年、モリアーティ法廷がチャールズ・ホーヘイ元道政務次官の財務に関する報告書を発表した。モリアーティ裁判長は、AIBが1979年にハウヘイ氏が道首相に就任した直後に、ハウヘイ氏に有利な条件で100万アイルランド・ポンド（約127万ユーロ）の当座貸越を決済していたことを明らかにした。報告書によれば、同銀行は、ハウヘイの金銭的な行き過ぎにもかかわらず、ハウヘイに対して並外れた恭順を示したという。

### キャッシュレス支店
2022年7月19日、AIIBは170の支店のうち70の支店を、2022年10月までに「これらのサービスに対する需要の減少」を理由にキャッシュレス化すると発表した。この計画では、これらの支店は現金や小切手のサービスを提供しなくなり、ATMも廃止された。この発表は、GAAクラブ、地方議員、地方のAIB顧客から激しい批判を浴びた。7月21日、政府TDはこの動きに関してパシャル・ドノホー財務大臣との緊急会談を求めた。ミホル・マーティンアイルランド首相は、AIBの全国70の支店で現金設備を撤去するという決定を「再考し、反省」すべきだと述べた。
翌7月22日、ヘザー・ハンフリーズ社会保護・農村・地域開発大臣は、AIBに対し、70支店でのキャッシュレス化の決定を中止するよう要請した。全国の農村地域社会がこの計画に「当然怒っている」と述べ、銀行が農村地域社会を「完全に無視している」と非難した。午後、AIBは、経済団体、消費者、農業・農村組織、政治家からの反発を受け、全国70支店での現金サービスを終了する計画を進めないと発表した。